# Cinema Montecarlo
El Cinema Montecarlo és un edifici de Torrent inscrit en l'Inventari General del Patrimoni Cultural Valencià com a Bé immoble d'Etnologia. Des del 1992 és un centre cívic.

## Descripció
A la façana s'observen murs de rajola amb revestiment de morter i una composició molt horitzontal amplificada per una cornisa que unifica l'estructura i la gran obertura central que es concreta en l'obertura de la part baixa i els balcons amb balustrada de la part alta. La façana és d'estil Decó, amb elements neoclàssics tractats de manera estilitzada i una torre lateral racionalista. L'únic element original és la façana.

## Història
És un cinema construït el 1949 al centre de Torrent. Entre 1989 i 1992 es va remodelar l'espai per convertir-lo en un centre cívic amb aparcaments, locals comercials, auditori i sales d'exposicions. A la dècada del 2010 es van fer diverses activitats per recordar l'època daurada del cinema a Torrent, on aquest tingué un lloc destacat, al costat d'altres com l'Avenida o el Liceo.